# Мелітон Сардський
Меліт (Мелітон) Сардський (грец. Μελίτων Σάρδεων Мелітон Сардеон; ? — прибл. 180) — єпископ Сарди поблизу Смірни в Західній Анатолії та великий авторитет у ранньому християнстві. Мелітон займав перше місце серед єпископів в Азії завдяки своєму особистому впливу та літературним творам, більшість з яких було втрачено. Однак те, що було знайдено, дало чудове уявлення про християнство другого століття. Єронім, говорячи про старозавітний канон, встановлений Мелітоном, цитує Тертуліана про те, що багато вірних вважали його пророком. Цей твір Тертуліана було втрачено, але Єронім цитує твори про Мелітон з великою пошаною, в якій він був у ті часи. Мелітон пам'ятний своєю роботою над розробкою першого старозавітного канону. Хоча неможливо визначити, якої дати він був піднесений до єпископства, цілком імовірно, що вже був єпископом під час суперечки, що виникла в Лаодикії щодо дотримання свята Пасхи, що призвело до написання свого найвідомішого твору «Апологія християнства» Марком Аврелієм. Мало що відомо про його життя, крім творів, які цитують або читають Климент Олександрійський, Оріген і Євсевій. У листі Полікрата Ефеського до Папи Віктора близько 194 року (Євсевій, Історія Церкви V.24) сказано, що «Євнух Мелітон [це тлумачить Руфін у своєму перекладі Євсевія], весь шлях якого був до Святого Духа», був похований у Сардах. Вшановують його 1 квітня.

## Єврейське та елліністичне походження Мелітона
Полікрат Ефеський, відомий єпископ того часу, був сучасником Меліта, і в одному з листів, збережених Євсевієм, Полікрат описує Меліта як повноцінного живого в Дусі. Єврей за походженням, Меліто жив в атмосфері, де сповідуваний тип християнства був значною мірою орієнтований на єврейську форму християнської віри. Хоча збережені твори Меліта ніколи не цитують прямо з корпусу Нового Завіту, вважається, що його орієнтація репрезентує традицію Йоганна, і що його теологічне розуміння Христа часто відображало теологічне розуміння Івана. Однак, як і більшість його сучасників, Меліто був повністю занурений у грецьку культуру. Ця традиція Іоанна спонукала Меліта вважати Євангеліє від Івана хронологічною шкалою життя і смерті Ісуса. Це, у свою чергу, призвело до точки зору Меліта щодо правильної дати Пасхи, обговорюваної в Пері Пасхи, яку він проводив як 14-го нісана. Його часто описують, спираючись на уривок з Євсевія, як квартодециманіста.
Колишня столиця Лідійського королівства, Сарди зазнали процесу еллінізації через вплив Олександра Македонського, що зробивши Сарди повністю грецьким містом задовго до народження Меліта. Вважається, що Меліто, навчений мистецтву риторичної аргументації, зазнав значного впливу двох філософів-стоїків, зокрема, Клеанта та Посейдонія. Також володіючи алегоричним тлумаченням Гомера, оскільки його навчали софісти, цілком імовірно, що його досвід у стоїцизмі вплинув на те, як він писав і як він інтерпретував минулі події та фігури релігійного значення, такі як Мойсей і Вихід. Як його єврейське походження, так і походження в стоїцизмі привели до його переконань, що християнська Пасха, яка святкується під час Страсного тижня, повинна святкуватися одночасно з єврейською Пасхою. Його віра в виконання Старого Завіту в Ісусі Христі також привела до його думки про дату Пасхи.

## Peri Pascha
Написані в другому столітті нашої ери і з’явилися в сучасному світі лише завдяки зусиллям Кемпбелла Боннера в 1940 році, деякі стверджують, що Peri Pascha (На Пасху) не є проповіддю, а заснована на Агада, яка є переказом діл Божих на Пасху. Квартодециманське святкування, в основному, є пам'яттю Христових страстей і смерті, Меліто вірив, що Христос помер увечері 14-го, коли готувалася пасхальна трапеза. Ф. Л. Крос стверджує, що трактат Меліта про Пасху є «найважливішим доповненням до святоотецької літератури сучасного століття». Окрім літургійної функції Пері Пасхи, цей ранньохристиянський документ традиційно сприймався як достовірний індикатор того, як ранні християни ставилися до іудаїзму загалом. Пері Пасха надає точний опис християнських почуттів до євреїв того часу та їхню думку про іудаїзм. Єврейський народ прямо звинувачується у вбивстві Христа. Меліт не звинувачує Понтія Пілата в розп'ятті Ісуса Христа. Проте мета полягала не в тому, щоб розпалювати антисемітські думки у християн, а в тому, щоб просвітити те, що насправді сталося під час Страстей Ісуса Христа.  Ще одне зауваження, яке слід звернути на увагу, це те, що, можливо, Меліто змагався з місцевою єврейською громадою за навернених язичників. Бажаючи відрізнити християнську громаду від єврейської, оскільки обидва вони були дуже схожі, це було скоріше питанням посилення християнського почуття відмінності, ніж повною атакою на місцевих євреїв Сардіс. Таким чином, Меліто широко відомий своїм суперсесіонізмом. Ця точка зору в основному передбачає, що Старий Завіт сповнений в особі Ісуса Христа. Цей погляд на суперсесіонізм також передбачає, що єврейський народ не може виконати Старий Завіт через відсутність віри в Ісуса Христа.

## Питання, порушені суперечкою про квартодециманів
Привертаючи увагу таких осіб, як Епіфаній, Златоуст та Псевдо-Іполит, практика квартодециманів спонукала багатьох глибоко замислитися над питаннями, які стосуються тривалості періоду посту та того, коли він має закінчитися під час святкування будь-якої християнської Пасхи. Іншим питанням, яке хвилювало багатьох людей, було те, чи всі повинні однаково святкувати Великдень в один день. Меліто думав, що християнська Пасха має бути 14 числа нісана, але Нікейський собор вирішив, що воскресіння Ісуса Христа з мертвих завжди має святкуватися в неділю. Таким чином, головною рушійною силою цієї ініціативи була одноманітність у церковній практиці. Квартодециманська думка, відома тим, що дотримується хронології Йоганна та вірить у пасхальну типологію ягняти, є такою. Одне з порушених питань полягає в тому, що Квартодециман думав, що християнська Пасха святкуватиметься одночасно з єврейською. Зрештою Нікейський собор вирішив інакше і погодився, що він завжди буде в неділю.

## Вибачення Марку Аврелію
Під час суперечки в Лаодикії щодо дотримання Пасхи Меліт представив Марку Аврелію Апологію християнства, за словами Євсевія, у своєму «Хроніконі» протягом 169–170 років нашої ери. Сирійський переклад цього вибачення був знову знайдений і поміщений у британський музей, де він був перекладений англійською Кюретоном. У цій апології Меліто описує християнство як філософію, яка виникла серед варварів, але досягла розквіту під час Римської імперії. Меліт просить імператора переосмислити звинувачення проти християн і відмовитися від указу проти них. Меліто стверджує, що християнство жодним чином не послабило імперію, яка продовжувала зростати, незважаючи на присутність християнства. Нарікаючи на те, що благочестивих переслідують і переслідують новими постановами, християн відкрито грабують і грабують ті, хто користується цими обрядами. Страждання тодішніх християн у зв’язку з цими постановами були переважно через майно та податки, але не стільки фізичні страждання. Звичайно, християни також зазнавали фізичного переслідування, але з точки зору указів їх відкрито грабували і вважали кровозмішувачами та брали участь у ритуальних діях, таких як поїдання дітей. Меліт мав на меті розвіяти страждання християнського народу і змінити грецьку думку про нього. Показуючи, як християнська думка вперше процвітала серед язичників і яку користь вона принесла імперії, Меліт намагався переконати імператора переглянути свою поточну політику, оскільки християнство лише принесло велич і успіх Риму. Нагадуючи імператору про чеснотну поведінку Адріана, Меліт закликав припинити будь-яке насильство щодо зростаючих християнських громад в імперії.

## Висока христологія Мелітона
Наголошуючи, як і Іван, на єдності Христа і Отця, Меліто заявив, що Христос є одночасно Богом і досконалою людиною. Маючи дві сутності, будучи однією і тією ж самою, його божество було продемонстровано через усі ознаки та чудеса, які він чинив після хрещення. Успішно приховавши свою божественність від світу до того, як ця центральна подія сталася з Іваном Хрестителем, Ісус відчував муки голоду, як і всі інші. Пишучи проти Маркіона, Меліто зосередився на божественності та людяності Христа, щоб протистояти твердженням, що Ісус був просто й унікально божественним; не мають матеріального аналога. Меліто не антропоморфізує божественну природу Христа і повністю тримає атрибути божественної природи та людської природи окремо. Хоча він описує властивості кожної природи окремо, він також говорить про дві природи Христа разом. Використовувана форма мовлення – це дві природи в одному Христі. За словами Меліта, Ісус Христос був і цілком людиною, і цілком божественним.

## Старозавітний канон
Меліт дав перший християнський список канону в Старому Завіті. У своєму каноні він виключає книгу Естер і, можливо, усі апокрифи, хоча ведуться суперечки про те, чи включає він Мудрість. Близько 170 року після подорожі до Палестини і, ймовірно, відвідування бібліотеки в Кесарії Марітіме, Меліт склав найдавніший відомий християнський канон Старого Завіту, термін, який він придумав. Уривок, на який цитував Євсевій, містить знаменитий канон Старого Завіту Меліта. Меліто представив детальні паралелі між Старим Завітом або Старим Завітом, які він порівнював з формою або формою, і Новим Завітом або Новим Завітом, які він порівняв з істиною, яка зламала форму, у серії Eklogai,[прояснити: ком.] шість книг уривків із Закону та Пророків, що провіщають Христа та християнську віру. Його думка про Старий Завіт полягала в тому, що його виконали християни, тоді як юдейський народ не виконав його. Новий Завіт – це істина, знайдена через Ісуса Христа.

## Смерть і спадщина
Щодо смерті Меліта, відомостей не збереглося чи записано небагато. Полікрат Ефеський у листі, адресованому Папі Віктору (196 р. н.е.), який зберігся в історії Євсевія, говорить: «Що я сказати про Меліта, чиї дії» керувалися діями Святого Духа? Хто був похований у Сардах, де він чекає воскресіння і суду?». З цього можна зробити висновок, що він помер за деякий час до дати цього листа в Сардах, де він був похований. Репутація Меліта як письменника збереглася до Середньовіччя: йому псевдоепіграфічно приписували численні твори. Меліто був особливо вправним у літературі Старого Завіту і був одним із найплідніших авторів свого часу. Євсевій надав список творів Меліта. Незважаючи на те, що багато з цих творів втрачено, свідчення батьків все ще свідчать про те, наскільки високо вони були оцінені. Євсевій подає окремі фрагменти творів Меліта, а деякі зустрічаються у творчості різних письменників. Фрагменти його творів, знайдені в сирійському перекладі, зараз зберігаються в бібліотеці Британського музею. Кертон переклав деякі, а інші були опубліковані в Kitto's Journal of Sacred Literature, том 15. Через репутацію Меліто багато творів помилково приписують йому через відсутність записаної літератури, що оточує його. Меліто був хіліастом і вірив у тисячолітнє правління Христа на Землі, і наслідував Іринея в його поглядах. Ієронім (Споповідь Єзек. 36) і Геннадій (De Dogm. Eccl., Ch. 52) обидва стверджують, що він був рішучим тисячолітником і як такий вірив, що Христос буде царювати 1000 років до приходу останнього суду.